# Nuevo Calatepec
Nuevo Calatepec är en ort i Mexiko.   Den ligger i kommunen Cosamaloapan de Carpio och delstaten Veracruz, i den sydöstra delen av landet, 400 km öster om huvudstaden Mexico City. Nuevo Calatepec ligger 23 meter över havet och antalet invånare är 261.
Terrängen runt Nuevo Calatepec är mycket platt. Runt Nuevo Calatepec är det ganska tätbefolkat, med 86 invånare per kvadratkilometer. Närmaste större samhälle är Tuxtepec, 19,7 km sydväst om Nuevo Calatepec. Trakten runt Nuevo Calatepec består till största delen av jordbruksmark.